# Filtrado de correo electrónico

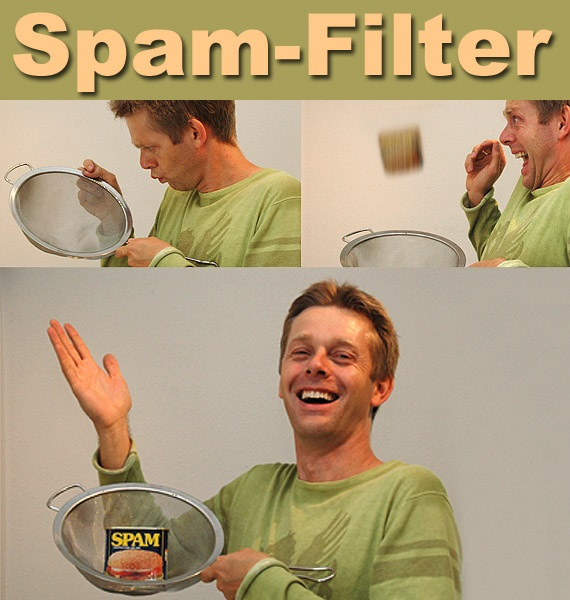
Filtro de spam.

El filtrado de correo electrónico es el procesamiento del correo electrónico para organizarlo de acuerdo con criterios específicos. El término puede aplicarse a la cuando el que filtra es una persona humana, pero la mayoría de las veces se refiere al procesamiento automático de los mensajes entrantes con técnicas antispam, tanto a los correos electrónicos salientes como a los recibidos.
El software de filtrado de correo electrónico puede rechazar un elemento en la etapa de conexión SMTP inicial o pasarlo sin cambios para su entrega al buzón del usuario, o alternativamente: redirigir el mensaje para entregarlo a otro lugar; ponerlo en cuarentena para su posterior verificación; editarlo o "etiquetarlo" de alguna manera.

## Motivación
Los usos habituales de los filtros de correo incluyen la organización del correo electrónico entrante y la eliminación de spam y virus informáticos . Un uso menos común es inspeccionar el correo electrónico saliente en algunas empresas para asegurarse de que los empleados cumplan con las políticas y leyes adecuadas. Los usuarios también pueden emplear un filtro de correo para priorizar los mensajes y clasificarlos en carpetas según el tema u otros criterios.

## Métodos
Los proveedores de buzones de correo también pueden instalar filtros de correo en sus agentes de transferencia de correo como un servicio para todos sus clientes. Los rechazos de antivirus, antispam, filtrado de URL y basados en autenticación son tipos de filtros comunes.
Las empresas suelen utilizar filtros para proteger a sus empleados y sus activos de tecnología de la información . Un filtro general puede "capturar" todos los correos electrónicos dirigidos al dominio que no existen en el servidor de correo; esto puede ayudar a evitar la pérdida de correos electrónicos debido a errores ortográficos.
Los usuarios pueden instalar programas separados (ver enlaces a continuación) o configurar el filtrado como parte de su programa de correo electrónico (cliente de correo electrónico). En los programas de correo electrónico, los usuarios pueden crear filtros "manuales" personales que luego filtran automáticamente el correo de acuerdo con los criterios elegidos.

## Filtrado entrante y saliente
Los filtros de correo pueden operar en el tráfico de correo electrónico entrante y saliente. El filtrado de correo electrónico entrante implica el análisis de mensajes de Internet dirigidos a usuarios protegidos por el sistema de filtrado o para su interceptación legal . El filtrado de correo electrónico saliente implica el análisis inverso de los mensajes de correo electrónico de los usuarios locales antes de que cualquier mensaje potencialmente dañino pueda enviarse a otros en Internet. Un método de filtrado de correo electrónico saliente que suelen utilizar los proveedores de servicios de Internet es el proxy SMTP transparente, en el que el tráfico de correo electrónico se intercepta y filtra a través de un proxy transparente dentro de la red. El filtrado saliente también puede tener lugar en un servidor de correo electrónico . Muchas empresas emplean tecnología de prevención de fugas de datos en sus servidores de correo saliente para evitar la fuga de información confidencial a través del correo electrónico.

## Personalización
Los filtros de correo tienen distintos grados de configuración. A veces se filtra el correo si coincide una expresión regular con el correo electrónico. Otras veces, el filtro puede buscar palabras clave en el cuerpo del mensaje, o incluso en la dirección de correo electrónico del remitente del mensaje. Es posible crear un flujo de control y una lógica más compleja con lenguajes de programación; esto generalmente se implementa con un lenguaje de programación basado en datos, como procmail, que especifica las condiciones que se tienen que cumplir para filtrar el correo y las acciones que se deben tomar una vez se ha filtrado, lo que puede implicar más condiciones de filtrado. Algunos filtros más avanzados, particularmente los filtros antispam, utilizan técnicas de clasificación de documentos estadísticos como el clasificador ingenuo de Bayes . El filtrado de imágenes puede utilizar complejos algoritmos de análisis de imágenes para detectar tonos de piel y formas corporales específicas normalmente asociadas con imágenes pornográficas.
Microsoft Outlook incluye filtros de correo electrónico generados por el usuario llamados "reglas".